# Grazia Francescato
Grazia Carla Francescato (ur. 23 listopada 1946 w Paruzzaro) – francuska polityk i dziennikarka, działaczka ekologiczna, deputowana, przewodnicząca Federacji Zielonych (1999–2001, 2008–2009) i współprzewodnicząca Europejskiej Partii Zielonych (2004–2006).

## Życiorys
Ukończyła studia z literatury i języków obcych na Uniwersytecie Bocconiego, pracę dyplomową poświęciła Partyzanckiej Republice Ossoli istniejącej jesienią 1944. Pracowała krótko jako nauczycielka, przeprowadziła się następnie do Rzymu, gdzie podjęła pracę jako dziennikarka w gazetach „Daily American” i „Paese Sera”. W 1973 założyła pierwszy w kraju miesięcznik feministyczny „Effe”, była jego redaktorką naczelną od 1976 do 1978. Od 1977 pracowała dla agencji prasowej ANSA, była jej korespondentką z Brukseli (1979–1980). Współpracowała także z takimi tytułami, jak „Panorama” czy „la Repubblica”, prowadziła program Geo na antenie Rai 3. Działała w organizacjach ekologicznych, uczestniczyła w szczytach środowiskowych Organizacji Narodów Zjednoczonych w Sztokhlomie (1972) i Rio de Janeiro (1992). Od 1992 do 1998 kierowała włoskim oddziałem WWF, od 1994 należała do międzynarodowego zarządu tej organizacji; była także redaktor naczelną czasopisma związanego z nim pisma „Panda”. Współpracowała przy produkcji nagradzanego filmu dokumentalnego „Acta general de Chile” w reżyserii Miguela Littina. Opublikowała także kilka książek.
W drugiej połowie lat 80. zaangażowała się w działalność Federacji List Zielonych, w 1990 przekształconej w Federację Zielonych. W jej strukturach pełniła funkcję przewodniczącej (1999–2001, p.o. 2008–2009) oraz rzecznik (2008–2009). Kilkukrotnie bez powodzenia kandydowała w wyborach lokalnych i europejskich. Od 2001 do 2004 była asesorem ds. środowiska we władzach gminy Tricase, a od 2003 do 2008 radną Villa San Giovanni. W latach 2004–2006 pozostawała pierwszą współprzewodniczącą Europejskiej Partii Zielonych. W 2006 wybrana do Izby Deputowanych. W październiku 2009 przeszła do ugrupowania Lewica, Ekologia, Wolność, a w 2019 dołączyła do Europa Verde, formacji założonej przez Angelo Bonellego.
Związana z działaczem ekologicznym Giampiero Indellim. Siostra psycholog Donaty Francescato.